# Carl Alstrup
Carl Alstrup, nato Carl Marius Alstrup (Copenaghen, 11 aprile 1877 – Snekkersten, 2 ottobre 1942), è stato un attore, regista e sceneggiatore danese.
Il suo esordio sullo schermo risale al 1907 in Kameliadamen, la prima versione cinematografica del romanzo di Alexandre Dumas fils La signora delle camelie.
Anche sua sorella Oda Alstrup fu un'attrice cinematografica.

## Filmografia

### Attore
- Kameliadamen, regia di Viggo Larsen - cortometraggio (1907)
- Othello, regia di Viggo Larsen - cortometraggio (1908)
- Karneval, regia di Viggo Larsen - cortometraggio (1908)
- Barn i kirke, regia di Viggo Larsen - cortometraggio (1908)
- La Tosca, regia di Viggo Larsen - cortometraggio (1908)
- Urmagerens Bryllup - cortometraggio (1908)
- Lille Hanne, regia di Viggo Larsen - cortometraggio (1908)
- Kaliffens Æventyr, regia di Viggo Larsen - cortometraggio (1908)
- Falkedrengen, regia di Viggo Larsen - cortometraggio (1908)
- Wilhelm Tell, regia di Viggo Larsen - cortometraggio (1909)
- Helvedes Datter, regia di Viggo Larsen - cortometraggio (1909)
- Apachepigens hævn, regia di Carl Alstrup - cortometraggio (1909)
- Quando i diavoli ci mettono le corna! (Naar Djævle er paa Spil), regia di Holger Rasmussen - cortometraggio (1909)
- Fra storstadens dyb, regia di Carl Alstrup - cortometraggio (1910)
- Fra det mørke København, regia di Carl Alstrup - cortometraggio (1910)
- Spionen fra Tokio, regia di August Blom - cortometraggio (1910)
- Da Svendsen holdt Systue - cortometraggio (1910)
- København ved Nat, regia di Carl Alsrup - cortometraggio (1910)
- Carl Alstrup ved Skomagerlæsten - cortometraggio (1911)
- Nonnen fra Asminderød - cortometraggio (1911)
- Skarpretterens Søn - cortometraggio (1911)
- Bukseskørtet - cortometraggio (1911)
- Den forsvundne Mona Lisa, regia di Eduard Schnedler-Sørensen - cortometraggio (1911)
- Københavnerliv - cortometraggio (1911)
- Lersøens Konge - cortometraggio (1911)
- Carl Alstrup som Soldat, regia di Eduard Schnedler-Sørensen - cortometraggio (1911)
- Folkets Vilje, regia di Eduard Schnedler-Sørensen - cortometraggio (1911)
- Knap og Hægte, regia di Eduard Schnedler-Sørensen - cortometraggio (1911)
- Dr. Gar el Hama I, regia di Eduard Schnedler-Sørensen - cortometraggio (1911)
- Det gale pensionat (1911)
- Dødsflugten, regia di Eduard Schnedler-Sørensen - cortometraggio (1911)
- Lad være at blinke, regia di William Augustinus - cortometraggio (1911)
- I Karnevalstiden, regia di Eduard Schnedler-Sørensen - cortometraggio (1911)
- De virkningsfulde Tabletter, regia di Eduard Schnedler-Sørensen - cortometraggio (1911)
- Naar Hjertet staar i Brand, regia di Eduard Schnedler-Sørensen - cortometraggio (1912)
- Unge Pigers Værn, regia di Eduard Schnedler-Sørensen - cortometraggio (1912)
- En god Maske, regia di Eduard Schnedler-Sørensen - cortometraggio (1912)
- Et moderne Ægteskab, regia di Leo Tscherning - cortometraggio (1912)
- Et Trekløver, regia di Eduard Schnedler-Sørensen - cortometraggio (1912)
- Badets dronning, regia di Eduard Schnedler-Sørensen - cortometraggio (1912)
- Direktørens Datter, regia di August Blom - cortometraggio (1912)
- Brudegaven, regia di Christian Schrøder - cortometraggio (1912)
- Bornholmeruret, regia di Eduard Schnedler-Sørensen - cortometraggio (1912)
- Et Drama i Kystbanetoget, regia di Eduard Schnedler-Sørensen - cortometraggio (1913)
- Den fremmede Tjener, regia di Eduard Schnedler-Sørensen - cortometraggio (1913)
- Gøglerens Datter, regia di Leo Tscherning - cortometraggio (1913)
- Dobbeltgængeren - cortometraggio (1913)
- Lægens Bryllupsaften, regia di Christian Schrøder - cortometraggio (1913)
- Døvstummelegatet, regia di Robert Dinesen - cortometraggio (1913)
- Prins for en dag, regia di Eduard Schnedler-Sørensen (1913)
- Naar Fruen gaar paa Eventyr, regia di August Blom - cortometraggio (1913)
- Frk. Studenten, regia di Sofus Wolder - cortometraggio (1913)
- En farlig Forbryder, regia di August Blom - cortometraggio (1913)
- Troskabsvædsken, regia di Sofus Wolder - cortometraggio (1913)
- Frøken Anna og Anna Enepige, regia di Sofus Wolder - cortometraggio (1913)
- Elskovsleg, regia di August Blom e Holger-Madsen (1914)
- Kvindehadernes Fald, regia di Eduard Schnedler-Sørensen - cortometraggio (1914)
- En nydelig ægtemand, regia di Eduard Schnedler-Sørensen (1914)
- Den skønne Ubekendte, regia di Robert Dinesen (1914)
- Et vanskeligt Valg, regia di Holger-Madsen - cortometraggio (1914)
- Den store Middag, regia di August Blom - cortometraggio (1914)
- Stemmeretskvinden, regia di Eduard Schnedler-Sørensen - cortometraggio (1914)
- Tøffelhelten
- Den fjerde Dame, regia di Eduard Schnedler-Sørensen - cortometraggio (1914)
- Eventyrersken, regia di August Blom - cortometraggio (1914)
- Amors Krogveje, regia di Robert Dinesen - cortometraggio (1914)
- Millionær for en Dag, regia di Robert Dinesen - cortometraggio (1914)
- Man skal ikke skue Hunden paa Haarene, regia di Sofus Wolder - cortometraggio (1914)
- En opstandelse
- Frierscenen, regia di Lau Lauritzen Sr. - cortometraggio (1915)
- Den gæve Ridder, regia di Alfred Cohn - cortometraggio (1915)
- Millionæren i røverhænder, regia di  A.W. Sandberg  (1915)
- Carl Alstrup og hans Tvillingebro'r, regia di Lau Lauritzen - cortometraggio (1915)
- Carl Alstrups Kærlighed paa Aktier, regia di Lau Lauritzen - cortometraggio (1915)
- Helten fra Østafrika, regia di Lau Lauritzen - cortometraggio (1915)
- En Skilsmisse
- 500 Kroner inden Lørdag, regia di Holger-Madsen - cortometraggio (1915)
- Arvetanten, regia di Lau Lauritzen - cortometraggio (1916)
- H.P. hænger paa 'en, regia di Lau Lauritzen - cortometraggio (1916)
- Spiritisten
- Studentens glade Liv, regia di Lau Lauritzen - cortometraggio (1916)
- Vidunderhunden, regia di Lau Lauritzen (1916)
- Barnehjertets Heltemod, regia di A.W. Sandberg - cortometraggio (1916)
- I tjenstlig Øjemed, regia di Lau Lauritzen - cortometraggio (1916)
- Kunstens Tornevej - cortometraggio (1916)
- Kærlighed og Kontanter, regia di Lau Lauritzen - cortometraggio (1916)
- Det gaadefulde Væsen, regia di Lau Lauritzen Sr. e Robert Dinesen (1916)
- Hjertevirtuosen, regia di Alfred Cohn - cortometraggio (1916)
- En hyggelig Morgenudflugt, regia di Lau Lauritzen - cortometraggio (1917)
- Den sjette Sans, regia di Axel Breidahl - cortometraggi (1917)
- Kystartilleristens glade Liv - cortometraggi (1917)
- Den glade Løjtnant
- Den filmende Baron, regia di Axel Breidahl - cortometraggio (1917)
- Hjertebetvingeren, regia di Lau Lauritzen - cortometraggi (1918)
- Ægteskabshaderne, regia di Lau Lauritzen (1918)
- Mirakeltjeneren, regia di Lau Lauritzen - cortometraggio (1918)
- En moderne Landevejsridder, regia di Lau Lauritzen - cortometraggio (1918)
- Kærlighedsspekulanten, regia di Lau Lauritzen - cortometraggio (1918)
- Jalousiens Magt, regia di Lau Lauritzen - cortometraggio (1918)
- Hjerterkonge, regia di Lau Lauritzen - cortometraggio (1918)
- Kærlighed og pædagogik, regia di Lau Lauritzen (1918)
- Klavervirtuosen, regia di Lau Lauritzen - cortometraggio (1919)
- Godsejeren, regia di Lau Lauritzen - cortometraggio (1919)
- Skandalemageren, regia di Lau Lauritzen - cortometraggio (1919)
- Skomakarprinsen, regia di Hjalmar Davidsen (1920)
- Blind Passager, regia di Emanuel Gregers - cortometraggio (1920)
- Den fattige Millionær, regia di Lau Lauritzen - cortometraggio (1920)
- Manden, der sejrede, regia di Holger-Madsen (1920)
- Kärlek och hypnotism, regia di Lau Lauritzen (1921)
- Lord Saviles brott, regia di Gunnar Klintberg - cortometraggio (1921)
- Potteplanten, regia di Carl Alstrup (1922)
- Peter Ligeglad paa Eventyr, regia di Carl Alstrup (1923)
- Kokain-Rusen, regia di Carl Alstrup (1925)
- Det gyldne smil, regia di Pál Fejös (1935)
- Den kloge Mand, regia di Arne Weel (1937)
- Genboerne, regia di Arne Weel (1939)
- Vagabonden, regia di Arne Weel (1940)
- En forbryder, regia di Arne Weel (1941)
- Peter Andersen, regia di Svend Methling (1941)
- Natekspressen P903, regia di Svend Methling (1942)

### Regista
- Gøngehøvdingen - cortometraggio (1909)
- Apachepigens hævn - cortometraggio (1909)
- Fra storstadens dyb, regia di Carl Alstrup - cortometraggio (1910)
- Fra det mørke København, regia di Carl Alstrup - cortometraggio (1910)
- København ved Nat - cortometraggio (1910)
- Potteplanten, regia di Carl Alstrup  (1922)
- Peter Ligeglad paa Eventyr (1923)
- Kokain-Rusen (1925)

### Sceneggiatore
- Fra storstadens dyb, regia di Carl Alstrup - cortometraggio (1910)
- Fra det mørke København, regia di Carl Alstrup - cortometraggio (1910)
- Lersøens Konge - cortometraggio (1911)
- Oscar Stribolts Julegave - cortometraggio (1912)
- Brudegaven, regia di Christian Schrøder - cortometraggio (1912)
- Den fremmede Tjener, regia di Eduard Schnedler-Sørensen - cortometraggio (1913)
- Peter Ligeglad paa Eventyr, regia di Carl Alstrup (1923)